# Heleioporus barycragus
Heleioporus barycragus (tên tiếng Anh: Western Marsh Frog) là một loài ếch thuộc họ Myobatrachidae.
Đây là loài đặc hữu của Úc.
Môi trường sống tự nhiên của chúng là rừng ôn đới và sông có nước theo mùa.